# Lorbeerwald La Gomera
Der Lorbeerwald La Gomera befindet sich im Nationalpark Garajonay auf der zu den Kanaren gehörenden Insel La Gomera.
Die Insel La Gomera liegt im Atlantischen Ozean, nördlich des Äquators. Auf ihr befindet sich über die Hälfte des Lorbeers der Kanaren. Es handelt sich um einen Wald, der nicht nur aus Lorbeeren besteht, sondern aus Pflanzen verschiedener Familien, deren Blätter denen des Lorbeers ähneln und sich rötlich verfärben. Außerdem gibt es Linden, die eine Vorliebe für sehr feuchte Täler mit vorherrschendem Nebel haben. Dort gedeihen bis zu fünf verschiedene Lorbeerarten. Sie werden bis über 30 Meter groß. In den feuchteren, nach Norden ausgerichteten Tälern findet man Maiglöckchen mit Weinreben und Ziegelbäumen. An den feuchteren Hängen gibt es auch den Lorbeerwald, der hauptsächlich aus Loro, Faya und Aceviño besteht. Auf den Gipfeln, wo der Einfluss des Passatnebels größer ist, erscheinen die rätselhaften Gipfelheiden, und an den Südhängen dominiert das Fayal-Brezal. Es gibt autochthone und endemische Inselarten. So stechen der wilde Orangenbaum, die makaronesische Zeder und der Barbusano hervor. Darüber hinaus gibt es eine Vielzahl von Flechten, Pilzen und Moosen, wo eine vielfältige Fauna mit zahlreichen Wirbellosen, Amphibien, Reptilien und Vögeln erhalten wurde. Unter dem großen Reichtum der Vogelwelt stechen die endemischen Lorbeertauben hervor. Die Dschungelatmosphäre wird von den meterlangen Lianen erzeugt, welche von den Bäumen herabhängen. Die Lorbeerbäume befinden sich vorwiegend an Steilhängen und schließen den höchsten Berg der Insel Alto de Garajonay ein. Bereits seit 1981 ist die Fläche des Nationalparks geschützt und wurde 1986 als UNESCO-Weltnaturerbe anerkannt.

## Entwicklung und Klima
Der Lorbeerwald ist ein lebender Organismus, der von allem beeinflusst wird, und existiert seit mehr als zwei Millionen Jahren. Er ist ein Restbestand der subtropischen Lorbeerwälder, die früher in Gebieten des Mittelmeers wuchsen. Aufgrund der nicht vorhandenen vergleichbaren Eiszeit auf den Kanaren wie in Europa war es möglich, dass der Lorbeerwald sich weiter verbreitete und nicht ausstarb. Zu dem kommt, dass das Gebiet des Lorbeerwaldes sehr feucht ist, da in dem hohen Gebirge Passatwinde an Bergketten hängen bleiben. Es bilden sich Wolken und daraufhin kondensieren sie und es regnet. Der Lorbeerwald hält diese dauerhaft entstehende Feuchtigkeit in sich, was der Grund für vergleichbare tiefere Temperaturen ist. Der Nebel mit horizontalem Regen ist besonders in der Kammzone spürbar. Dort bildet sich ein sehr intensiver Nebelregen, der das gesamte Ökosystem wachsen lässt. Hinzu kommt, dass der Passatwind, wenn er stark weht, dazu beiträgt, Wasser heranzutragen und aufzufangen, was dem gesamten Wald zugutekommt. Die durchschnittliche Niederschlagsmenge pro Jahr beträgt 600 bis 900 Millimeter pro Quadratmeter.

## Tierarten (Fauna)
Nirgendwo in Europa findet man so viele verschiedene Tiere pro Quadratmeter wie im Lorbeerwald von La Gomera. Die Fauna des Lorbeerwaldes weist eine große Zahl endemischer Arten auf. Die am häufigsten vorkommende Tiergruppe ist die der wirbellosen Tiere, von denen die meisten Insekten sind. Die Feuchtigkeit und der Schatten des Lorbeerwaldes begünstigen auch die Entwicklung von Regenwürmern, Mollusken und Spinnentieren. Bei den Wirbeltieren sind die Vögel die artenreichste Gruppe. Neben einigen Amphibien und Reptilien gibt es auch Säugetiere wie die Feldratte und einige Fledermäuse. Unter den Vögeln sind zwei Arten besonders prägend: die Lorbeertaube (Columba junoniae) und die Kanarentaube (Columba bollii), da sie nur auf den Kanarischen Inseln vorkommen.

## Baumarten (Flora)

### Kanarenlorbeer oder Azorenlorbeer (Laurus azorica)

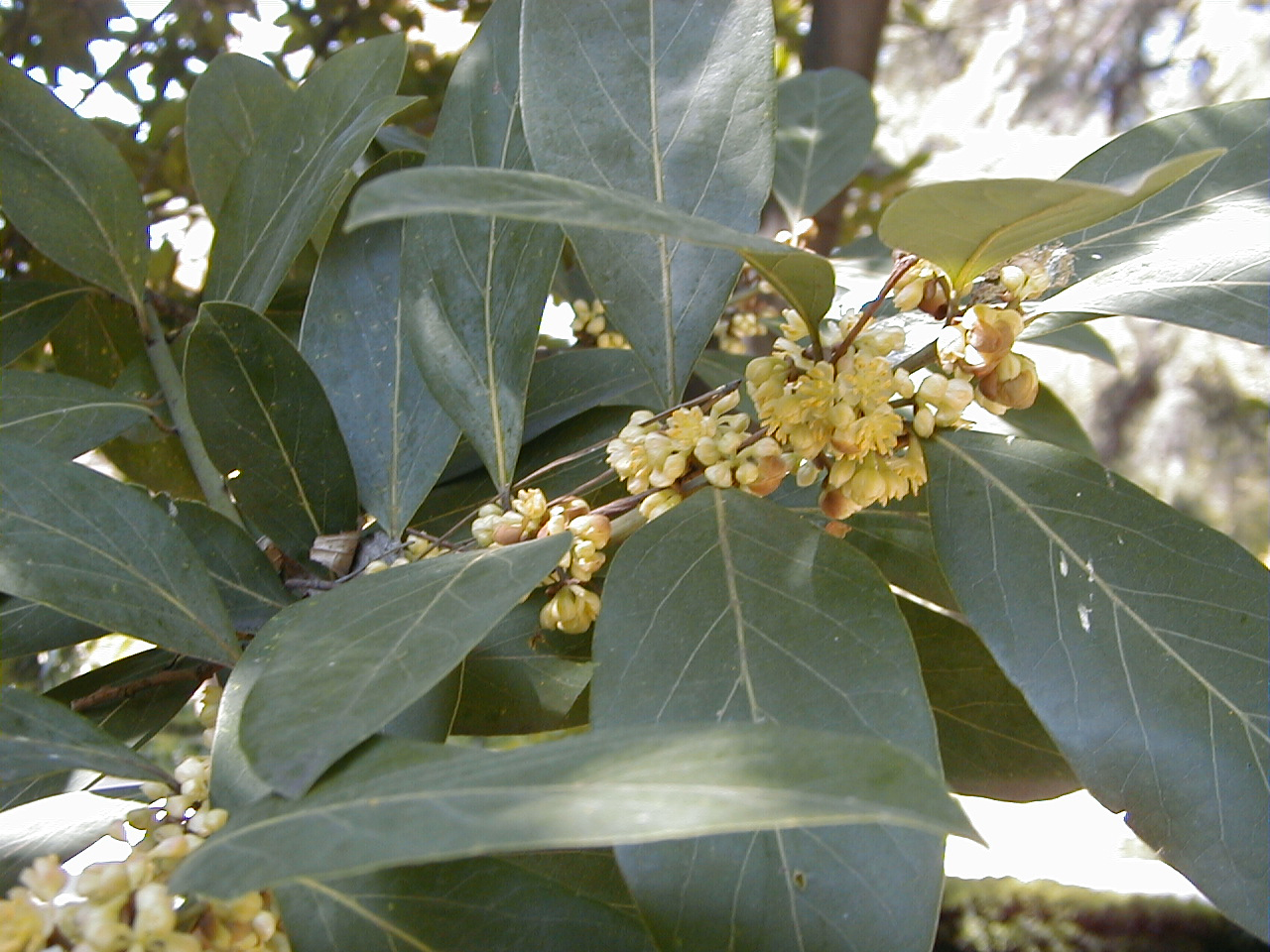
Kanarenlorbeer

Der Kanarenlorbeer ist eine Art aus der Familie des Lorbeergewächse. Dieser zählt zu den immergrünen Bäumen und Sträuchern. Er wird bis von 15 bis 25 Meter hoch. Blattränder sind normalerweise glatt oder leicht gewellt. Entlang der Mittelrippe, in den meisten Achselhöhlen der Seitennerven, befinden sich kleine Drüsen (Domatia), die sicherlich charakteristisch für diese Art sind. Häufig werden die Blätter des Azorenlorbeers als Küchengewürz verwendet. Außerdem trägt er Früchte, welche mit zunehmender Reifung den schwarzen Oliven sehr ähneln.

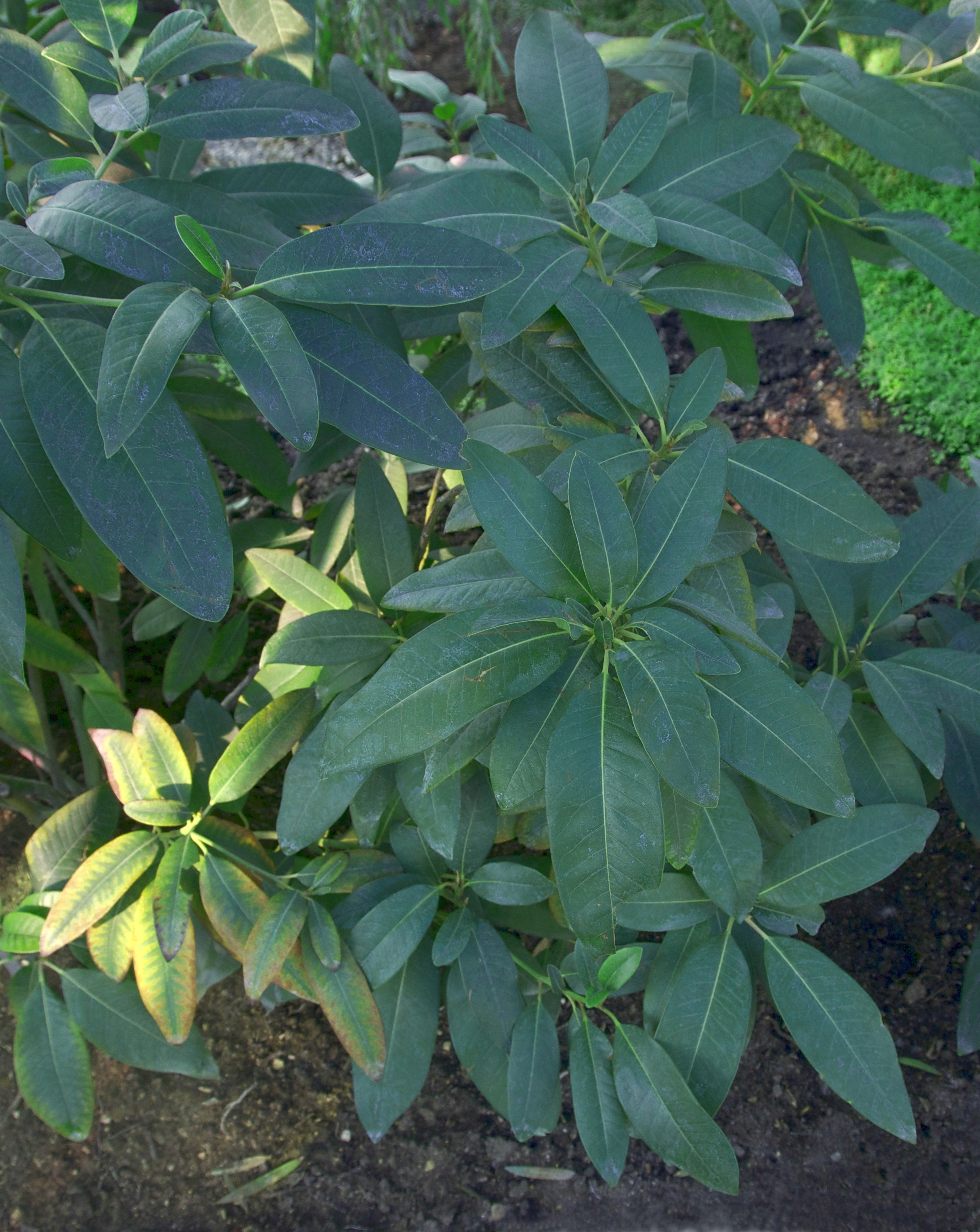
Indische Persea

### Indische Persea (Persea indica)
Diese Art von Lorbeer wird bis zu 30 Meter hoch. Der Stamm und die Äste sind rot - braun und werden als Kanarische Mahagoni bezeichnet. Er ist zu erkennen, an seiner abgerundeten Krone. Der Indische Persea hat die zweitgrößten Blätter im kanarischen Gebiet. Er besitzt auch Früchte, welche etwa zwei Zentimetern groß werden und sie ähneln auch den Oliven. Er hat eine Blütezeit von März bis September.

### Til oder Stinkender Lorbeer (Ocotea foetens)
Til ist eine Pflanzenart aus der Gattung Ocotea. Er wird bis zu 30 Meter groß und ist zu erkennen an seinem dunklen, harten Holz. Das Holz von ihm wird als sehr wertvoll bezeichnet. Sein Name kommt von seinem Holz, welches oftmals einen unangenehmen Duft verbreitet. Die Blätter sind breit, länglich-lanzettlich, ganzrandig, dunkelgrün und glänzend. Ein Merkmal der Blätter ist das Vorhandensein von 2 bis 3 großen, auffälligen Drüsen mit starker Behaarung in der Achselhöhle der untersten Seitennerven. Die Blüten sind in Rispen an den Enden der Zweige angeordnet. Sie sind gelbgrün und sechsfach duftend. Seine Früchte sind etwas 2,5 Zentimeter und befindet sich ähnlich, wie Eicheln, in Bechern. Sie sind zu erkennen an ihrer blauschwarzen Farbe. Die Blütezeit reicht von Juni bis September.

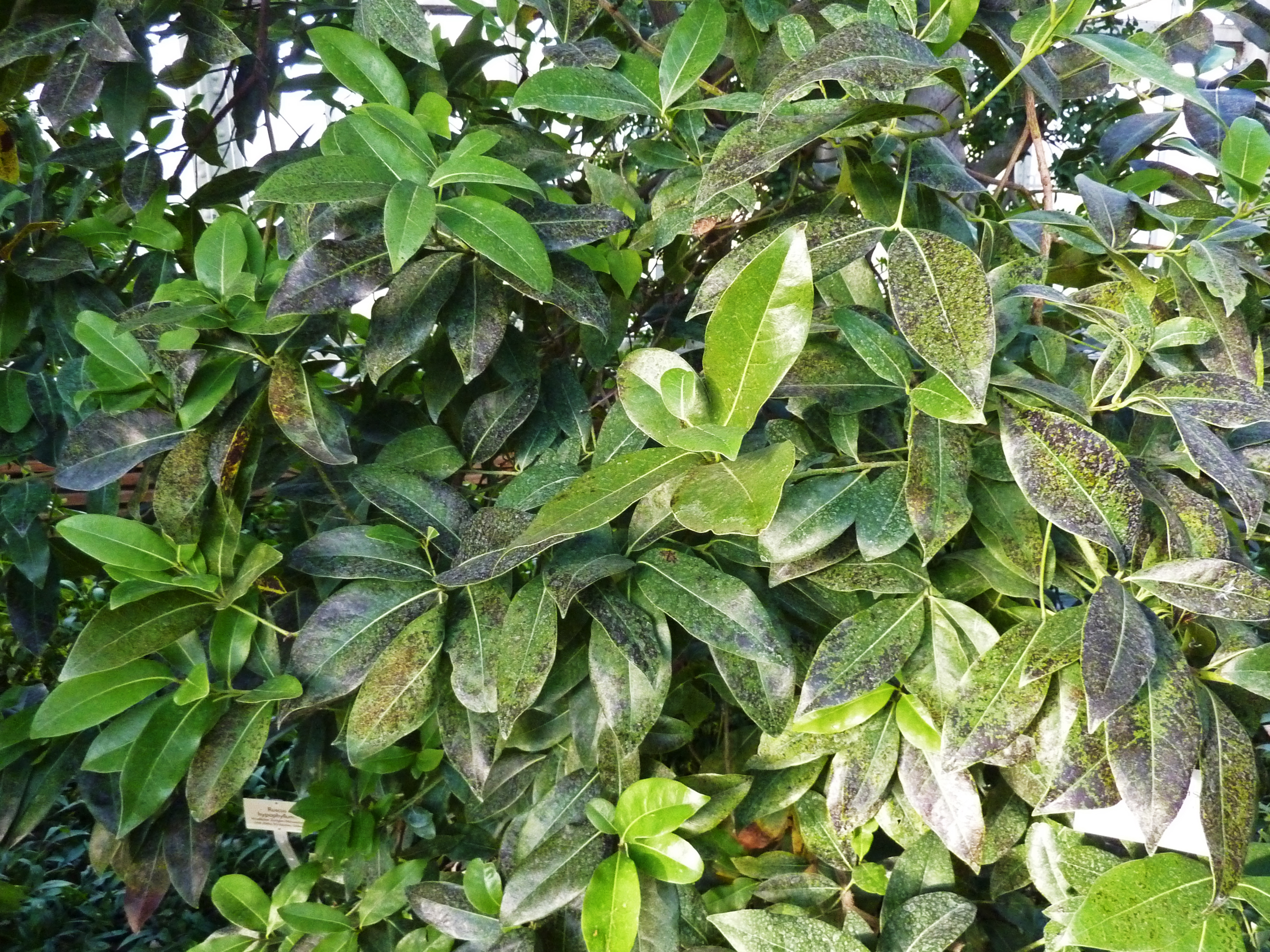
Barbusano

### Barbusano (Apollonias barbujana)

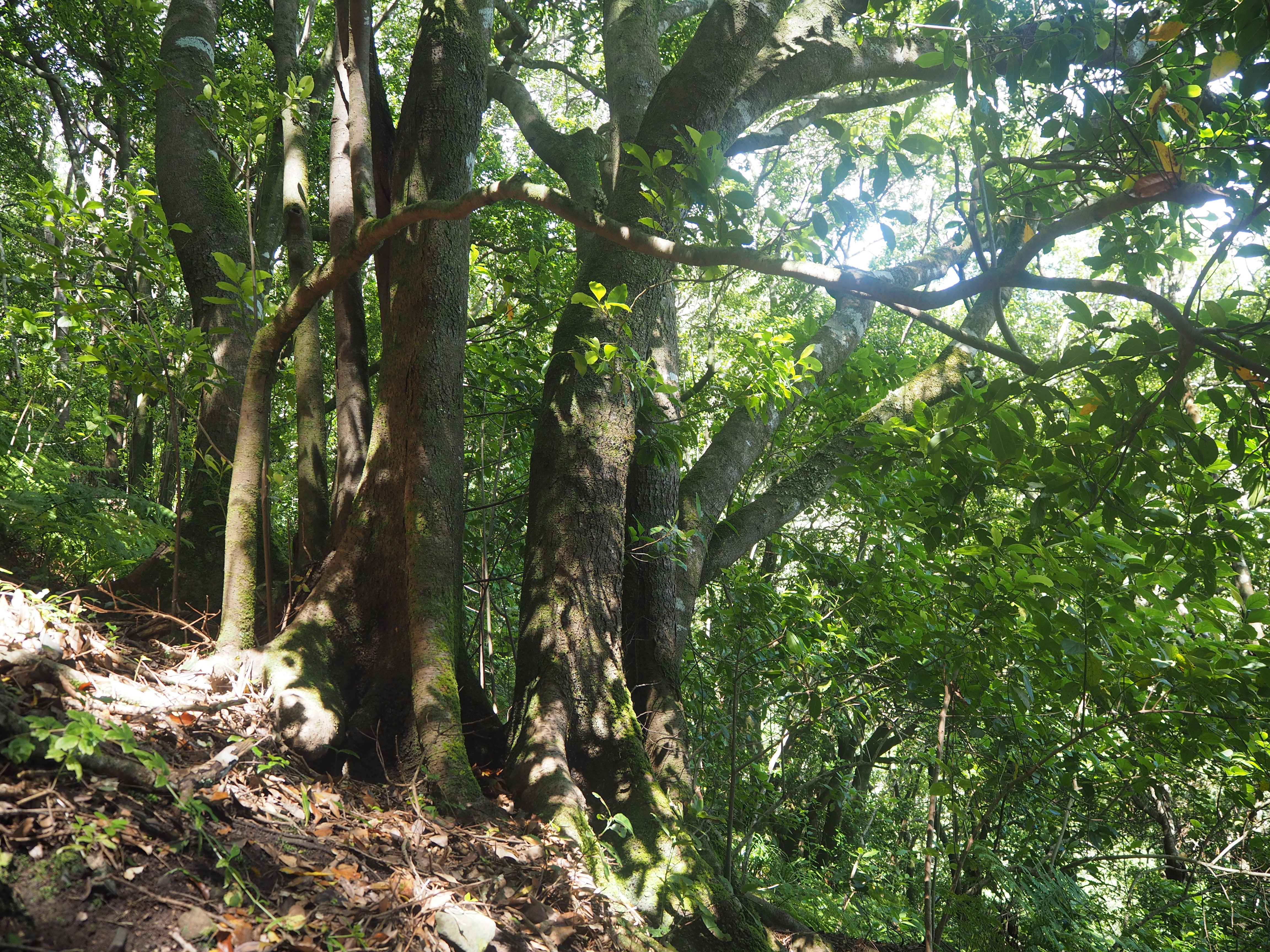
Ocotea foetens

Barbusano ist ein bis zu 25 Meter hoher Baum. Das Holz ist hart und rötlich-braun, auch kanarisches Ebenholz genannt. Blätter eiförmig-lanzettlich, ohne Drüsen, dunkelgrün, glänzend. Die Kanten sind glatt, leicht gewellt und gewellt. Auf dem Laub treten manchmal durch Gallen verursachte Beulen auf. Blüten zwittrig, blassgelb, sechsblättrig, duftend. Sie sind in Rispen an den Enden der Zweige angeordnet. Die Frucht ist etwa 1 bis 2 cm groß, olivenförmig, fleischig, im reifen Zustand blauschwarz. Dieses auch als kanarisches Ebenholz bekannte Holz ist wegen seiner Elastizität und Härte beliebt und wird unter anderem für die Möbelherstellung, Kassettendecken und Türen verwendet.

## Gefahren
Trotz der Feuchtigkeit ist der Lorbeerwald von la Gomera potenziell von Waldbränden gefährdet.